# Xavier Lesage
Pour les articles homonymes, voir Lesage.
François Xavier Edmond Marie Lesage est un cavalier de l'Armée française, né le 25 octobre 1885 à Moret-sur-Loing et mort le 3 août 1968 à Gisors. 

## Biographie

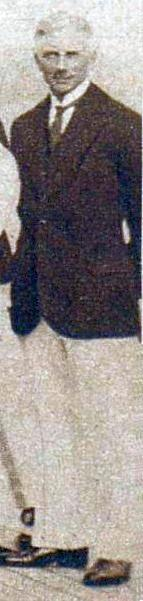
Le Commandant Xavier Lesage, en août 1932.

Engagé comme simple cavalier en 1904 au 29e régiment de dragons, il combat pendant la Première Guerre mondiale comme officier au 18e régiment de dragons. Blessé lors d'une reconnaissance en septembre 1914, il reçoit la Légion d'honneur par décret du 3 janvier 1915,.
Il participe aux jeux olympiques d'été de 1932 et deux fois médaillés. Il est écuyer en chef  du Cadre noir de Saumur de 1935 à 1939. Il est promu au grade de lieutenant-colonel en décembre 1937.
En 1939, au déclenchement de la Seconde Guerre mondiale, il reçoit le commandement du 65e groupe de reconnaissance de division d'infanterie puis du 25e groupe de reconnaissance de corps d'armée. Il commande cette unité jusqu'à la fin de la bataille de France en juin 1940.

## Palmarès

### Olympique
Deux médailles d'or le 10 août 1932, au Riviera Country Club de Los Angeles (la rencontre opposant quatre pays - dont les États-Unis, la Suède et le Mexique-, sur une reprise de seize minutes):
- Champion olympique de dressage individuel en 1932 à Los Angeles sur Taine (1922, pur sang bai brun né au Haras du Petit Tellier à Sévigny dans l'Orne, fils de Mazzara et Truffe (par Fourire), et propriété d'André Chédeville);
- Champion olympique de dressage par équipes en 1932 à Los Angeles sur Taine ;
- Médaille de bronze en dressage individuel aux JO de 1924 sur Plumarol;

### Autre
- 2e du grand prix de dressage à Vienne en 1934, avec Fou-du-Prince.

## Ouvrage
- Les conseils du général Decarpentry à un jeune cavalier : notes sur l'instruction équestre et théorie du dressage - propos recueillis par le colonel Xavier Lesage, présentés et éd. par le général Pierre Durand (avec Marion Scali), éd. Favre, 2004

## Distinctions
- Officier de la Légion d'honneur par décret du 17 décembre 1933[3]